# ウォータースポーツ

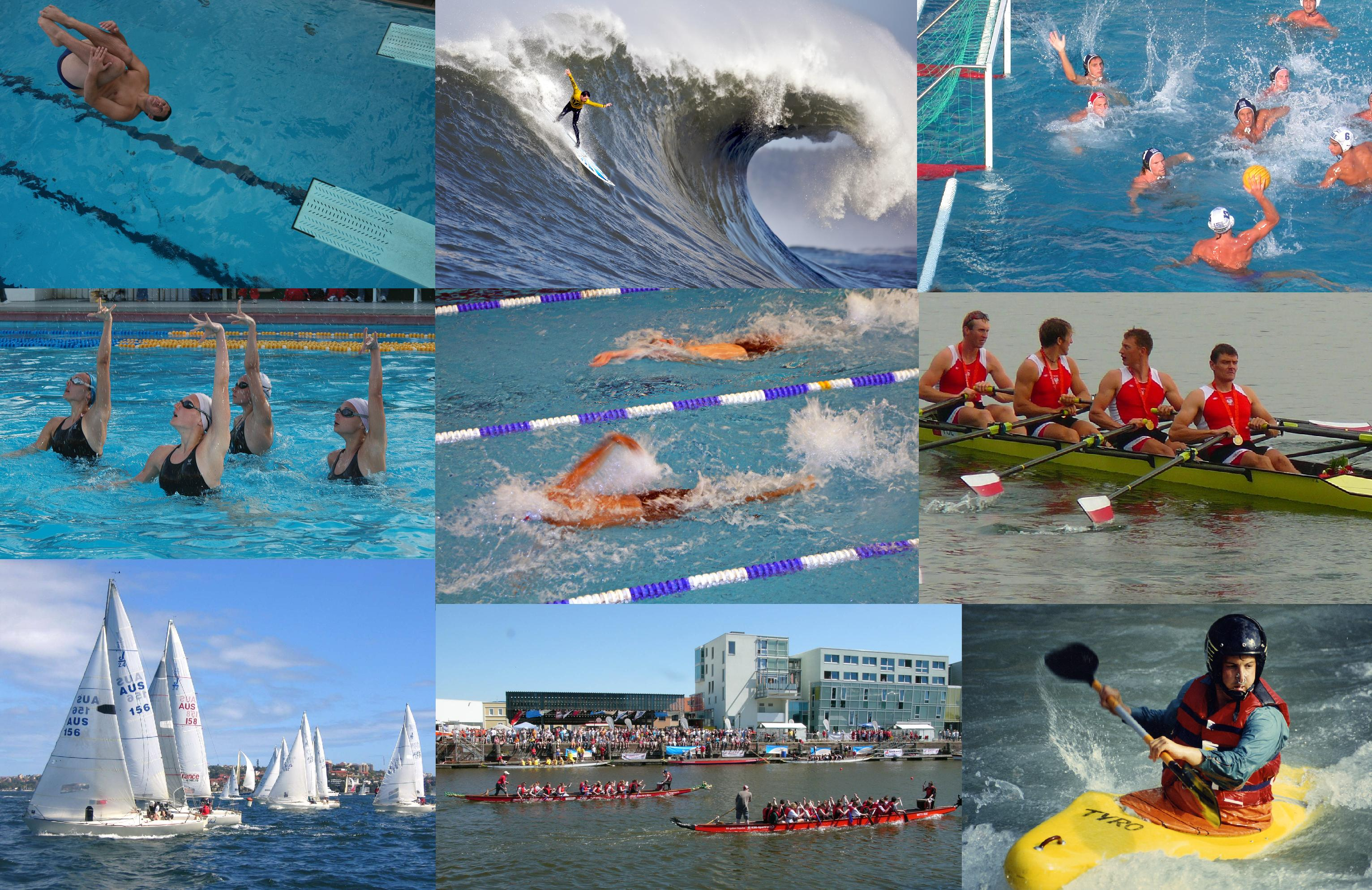
いろいろなウォータースポーツ

ウォータースポーツ（Water Sports）は、水上または水中で行うスポーツのこと。海で行うものを特にマリンスポーツ（Marine Sports）として、プールや湖沼などで行うものと区別することもありカーリングなど氷の上で行うスポーツは含まれない。

## 主なウォータースポーツ
- 水泳
- 水球
- ウォーターバスケットボール
- ウォーターバレーボール
- スキューバダイビング
- フリーダイビング
- スピアフィッシング
- 魚釣り
- スキムボード
- フラットスタイルスキムボード
- サーフィン
- スタンドアップパドルボード
- ボディボード
- ヨット（セーリング）
- ウィンドサーフィン
- カイトボード
- カヌー
- カヤック
- スクウォート
- ドラゴンボート
- バナナボート
- ラフト
- アクアスキッパー
- 水上スキー
- ウェイクボード
- フライボード
- 水上オートバイ（PWC）
- ウォーターサイクリング
- シーウォーカー
- パラカヌー
- パラセイリング
- バンバーチューブ
- ニーボード
- エアーチェアー
- スノーケリングトリップ